# GZH
GZH (anteriormente GaúchaZH, abreviação de Gaúcha Zero Hora) é um jornal digital brasileiro mantido pelo Grupo RBS. Foi lançado em 21 de setembro de 2017, após a fusão dos portais da Rádio Gaúcha e Jornal Zero Hora. O jornal disponibiliza o conteúdo de jornalismo e esportes, unindo o conteúdo das empresas do Grupo RBS, como a RBS TV, Jornal Zero Hora, Jornal Pioneiro e Rádio Gaúcha.
Quatro dias após lançamento, o site registrou picos de acesso três vezes maiores que o portal antigo. O portal conta ainda com 65 colunistas diários, semanais ou mensais.
Em setembro de 2020, o portal anuncia a transição gradual da marca "GaúchaZH" para "GZH". O objetivo, segundo a empresa, é torná-la "mais simples e digital de se comunicar". A mudança inclui a logomarca, agora com uma paleta preta e branca e escrita com fonte vazada. O site e o aplicativo de GZH também foram adaptados às mudanças, assim como todos os materiais assinados pela marca — inclusive as campanhas publicitárias, que agora têm o preto e branco em sua estética. 